# 38. Tarnowska Nagroda Filmowa
38. Tarnowska Nagroda Filmowa – odbyła się w dniach 31 maja-8 czerwca 2024 roku.

## Filmy konkursowe

### Konkurs główny
- Biała odwaga – reż. Marcin Koszałka
- Chłopi – reż. DK Welchman, Hugh Welchman
- Doppelgänger. Sobowtór – reż. Jan Holoubek
- Horror story – reż. Adrian Apanel
- Imago – reż. Olga Chajdas
- Kobieta z... – reż. Małgorzata Szumowska, Michał Englert
- Kos – reż. Paweł Maślona
- Skąd dokąd – reż. Maciej Hamela
- Tyle co nic – reż. Grzegorz Dębowski
- Tylko dzień i noc – reż. Grzegorz Brzozowski
- Ukryta sieć – reż. Piotr Adamski
- Zielona granica – reż. Agnieszka Holland

### Konkurs „Kino Młodego Widza”
- Bańka-fruwańka – reż. Katarzyna Agopsowicz
- Basia i urodziny w muzeum – reż. Łukasz Kacprowicz
- Kicia Kocia, odc.:
  - Na plaży – reż. Dominik Litwiniak
  - Witaminowe przyjęcie – reż. Marta Stróżycka
  - Zima – reż. Marta Stróżycka
- Portret konia – reż. Witold Giersz
- Szmatkowe Królestwo, odc.:
  - Ciemność – reż. Jarosław Szyszko
  - Kopalnia cukru – reż. Paweł Czarzasty
  - Żabi królewicz – reż. Bartosz Zarzycki
- Wielkie zmartwienie – reż. Zbigniew Kotecki

## Skład jury
- Paweł Łoziński – reżyser, przewodniczący jury
- Weronika Bilska – autorka zdjęć filmowych
- Julia Kijowska – aktorka
- Tomasz Kolankiewicz – filmoznawca, historyk filmu
- Marta Kownacka – reżyserka castingu
- Mariusz Włodarski – producent filmowy

## Laureaci

### Konkurs główny
- Nagroda Grand Prix – Statuetka Maszkarona:
  - Skąd dokąd – reż. Maciej Hamela

- Nagroda Jury Młodzieżowego – Statuetka Kamerzysty:
  - Kobieta z... – reż. Małgorzata Szumowska, Michał Englert

- Nagroda publiczności – Statuetka Publika:
  - Chłopi – reż. DK Welchman, Hugh Welchman

- Nagroda specjalna jury:
  - Grzegorz Dębowski – za wstrząsającą diagnozę stanu polskiej wsi, ukazaną w spójnej filmowej formie (Tyle co nic)
  - Małgorzata Hajewska-Krzysztofik – za rolę w filmie Kobieta z..., za przejmujące świadectwo miłości ponad płcią oraz świadome wykorzystanie narzędzi aktorskich, do stworzenia wielowymiarowej, zapadającej w pamięć postaci

- Nagroda za całokształt twórczości – Statuetka „Wieczność”:
  - Krystyna Janda

### Konkurs „Kino Młodego Widza”
- Nagroda Jury Dziecięcego – Statuetka „Maszkaronek”:
  - Kicia Kocia, odc. Na plaży – reż. Dominik Litwiniak